# تومو چان یک دختره!
تومو چان یک دختره! (به انگلیسی: Tomo-chan Is a Girl!) مجموعه مانگا چهار پنلی ژاپنی نوشته و تصویرگری فومیتا یاناگیدا است که از آوریل ۲۰۱۵ تا ژوئیه ۲۰۱۹ در حساب توییتر نویسنده منتشر شد. مجموعه تلویزیونی انیمه اقتباس شده از این اثر توسط استودیو لی-دس از ژانویه تا مارس ۲۰۲۳ پخش شد و در خارج از شرق آسیا تحت لایسنس کرانچی‌رول و با دوبله انگلیسی منتشر شد.

## داستان
تومو آیزاوا یک تام‌بوی است که مدت‌هاست عاشق دوست صمیمی دوران کودکی‌اش جونیچیرو کوبوتا است ول هیچ احساس عاشقانه‌ای نسبت به او ندارد. او بارها تلاش می‌کند تا قلب او را به دست آورد اما تقریباً همیشه شکست می‌خورد.